# Địa chấn phản xạ
Thăm dò Địa chấn phản xạ (Seismic Reflection), là một phương pháp của địa vật lý thăm dò, phát sóng đàn hồi vào môi trường và bố trí thu trên mặt các sóng phản xạ từ các ranh giới địa chấn ở các tầng trầm tích dưới sâu. Giải đoàn tài liệu sẽ xác định được các ranh giới kết hợp với xem xét định tính đặc trưng động lực của sóng cho phép xác lập cấu trúc địa chất của vùng và định vị đối tượng quan tâm, như các tầng chứa khoáng sản, đứt gãy,...
Địa chấn phản xạ là công cụ hàng đầu trong tìm kiếm thăm dò dầu khí, được đầu tư nhiều tiền của và trí tuệ vào phát triển phương tiện và xử lý tài liệu, kết tinh trong các giáo trình ngàn trang . Nó cũng được ứng dụng vào tìm kiếm khoáng sản ở vùng trầm tích chưa biến chất, như mỏ muối Na-K, than nâu, than đá,... Đôi khi nó cũng được sử dụng vào khảo sát địa chất công trình, ví dụ trong dự án Nhà máy Điện hạt nhân 1 tại Phước Dinh, Ninh Thuận, Việt Nam, thực hiện năm 2012.

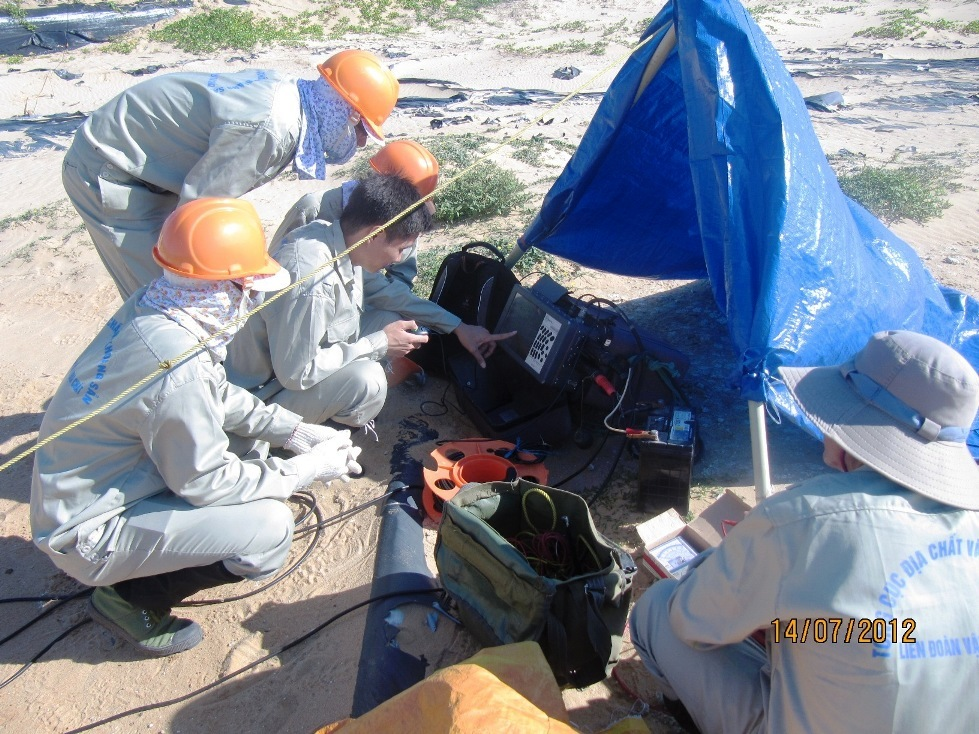
Đo địa chấn phản xạ bằng máy Geometrics StrataVisor NZ 48 kênh, tại Phước Dinh, Ninh Thuận, Việt Nam, 2012.

## Nội dung phương pháp

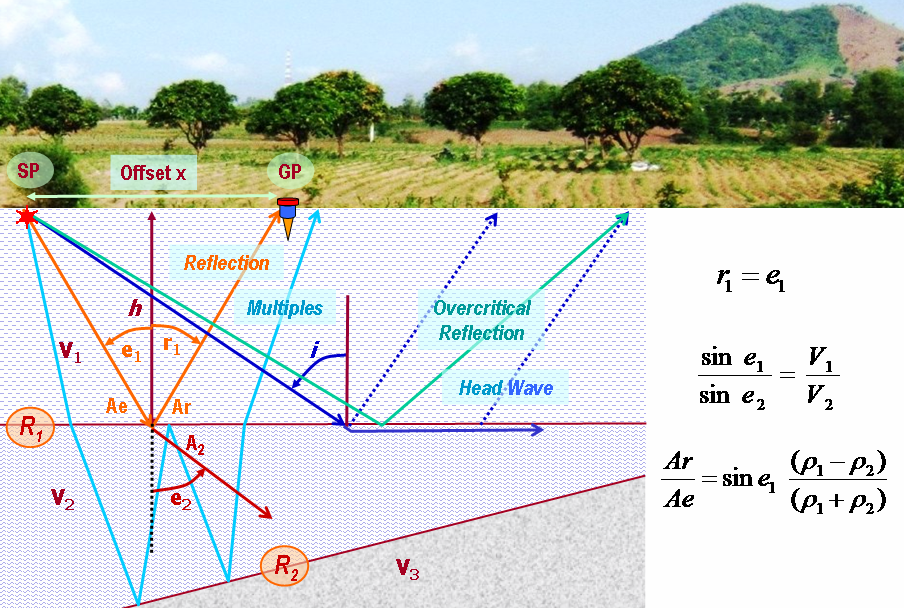
Diễn giải Thăm dò Địa chấn phản xạ

Trong đo đạc truyền thống thì một vụ nổ được thực hiện tại điểm nguồn (SP, Source Point), và thu sóng tại điểm thu (GP, Geophone Point) cách SP một độ dịch x (Offset).
Coi vụ nổ phát sóng có xung dạng hàm Dirac δ có cường độ tại thời điểm t = 0 là A0, phát sóng dọc P tỏa tròn vào nửa không gian bên dưới. Biểu diễn hình học địa chấn của nó trong không gian đồng nhất và đẳng hướng gồm có các tia sóng xuyên tâm, và mặt sóng hình cầu. Khi lan truyền, sự phân kỳ làm cường độ sóng giảm theo khoảng cách L theo công thức:
{\displaystyle A(L)={\frac {A_{0}}{L^{2}}}}
Theo lý thuyết đàn hồi, khi tia sóng gặp ranh giới phản xạ, là ranh giới giữa hai lớp có trở sóng {\displaystyle \rho =\sigma V} khác nhau, trong đó σ - mật độ, V - tốc độ truyền sóng, thì xảy ra phản - khúc xạ theo Định luật Snell.
Gọi ranh giới đó là R1, có độ sâu tiếng vang (pháp tuyến) h. Khi đó:
• Khi tia tới có góc tới {\displaystyle e_{1}}, thì góc phản xạ {\displaystyle r_{1}=e_{1}}, góc khúc xạ {\displaystyle e_{2}} có quan hệ 
{\displaystyle {\frac {sine_{1}}{sine_{2}}}={\frac {V_{1}}{V_{2}}}}
• Cường độ sóng phản xạ
{\displaystyle {\frac {Ar}{Ae}}=sine_{1}{\frac {\rho _{1}-\rho _{2}}{\rho _{1}+\rho _{2}}}}
phần còn lại dành cho sóng truyền qua {\displaystyle A_{2}}.
Kết quả tại GP thu được xung δ(t) cường độ Ar’ tại thời gian
{\displaystyle t={\frac {1}{V_{1}}}{\sqrt {4h^{2}+x^{2}}}}
Biểu diễn {\displaystyle t(x)} là đường hyperbol. Thời gian phản xạ t còn gọi là Two-way time (TWT).
Các tia sóng phản xạ từ ranh giới sâu hơn thì trải qua 2x lần khúc xạ ở ranh giới nằm trên. Ngoài các phản xạ chính, sẽ có mặt các nhiễu thường trực (Interferences, xem Sóng địa chấn):
- Các phản xạ lặp (Multiples) từ bậc 1 đến vô hạn.
- Sóng âm thanh lan truyền trong không khí.
- Các sóng trực tiếp và sóng mặt (Surface Waves) lan truyền trên mặt đất, trong đó mạnh nhất là sóng Rayleigh, còn gọi là ground roll.

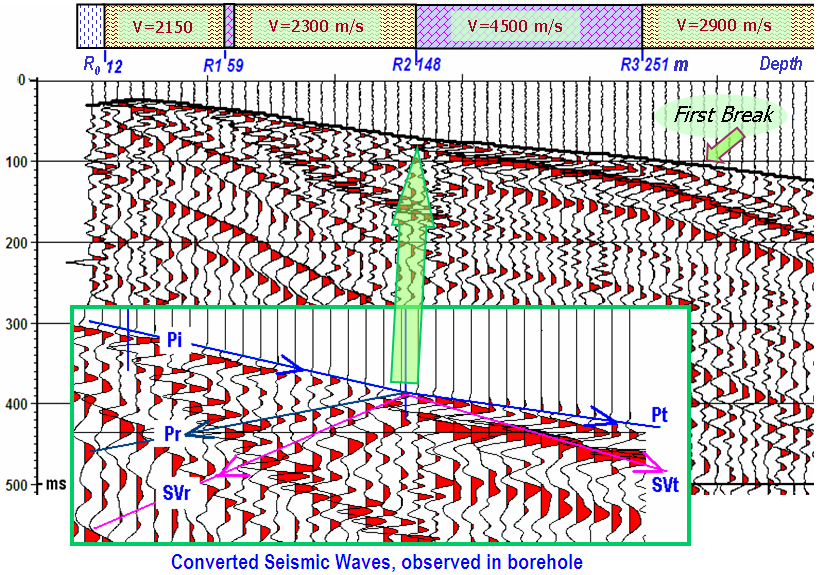
Quan sát trong hố khoan hiện rõ hình thành sóng trao đổi tại các ranh giới tương phản mạnh: Ứng với sóng tới dọc Pi sẽ có sóng dọc phản xạ Pr, sóng ngang phản xạ SVr, sóng dọc truyền qua Pt, sóng ngang truyền qua SVt.

- Tại các ranh giới mạnh có tương phản tốc độ lớn, thì diễn ra sự hình thành sóng trao đổi.[3] Ứng với sóng tới dọc P, sẽ xuất hiện sóng ngang SV (Shear Vertical) phản xạ và truyền qua; sóng SV đến lượt mình lại tạo ra sóng dọc P phản xạ và truyền qua tại ranh giới mạnh. Điều này thường xảy ra trong thăm dò nông, khi có mặt các lớp đá vôi, đá muối Na-K xen trong trầm tích dạng cát - sét.
- Sự có mặt các tảng/khối/cột đá, được coi là đối tượng nghiên cứu hay là nhiễu tùy thuộc mục đích khảo sát.

Nó dẫn đến kết cục sẽ thu được một dãy xung δ, gọi là hàm sự kiện E(t) (Event), gồm phản xạ chính ứng với số ranh giới thật, và vô hạn đếm được các phản xạ lặp đủ kiểu, cộng với sóng trao đổi nếu có. Sự phân chia năng lượng tại ranh giới làm cho cường độ sự kiện giảm rất nhanh theo thời gian t.
Trong thực tế, nguồn phát xung không có dạng hàm Dirac δ, mà đặc trưng bởi xung sóng w(t) gọi là Wavelet, chứa vài kỳ dao động. Mô hình tín hiệu thu được tại GP là s(t) = E(t) ¤ w(t) + n(t), trong đó ¤ là phép tích chặp (Convolution), còn n(t) là nhiễu ngẫu nhiên (Noise) tại điểm thu.
Vì môi trường không đàn hồi lý tưởng, sóng bị hấp thụ với mức tỷ lệ với gia tốc dịch chuyển hạt môi trường, nên theo thời gian, sóng mất dần tần cao, w(t) có chu kỳ chính ngày càng dài ra.
Các quan sát thực địa đều là đa kênh, hiện nay là từ 48 đến hàng ngàn, mỗi lần phát sóng thì thu được "băng ghi" điểm nguồn chung (CSP, Common Source Point). Các bố trí theo tuyến 2D thu được hàm tín hiệu hai chiều s(x,t), hoặc diện 3D thu được hàm tín hiệu ba chiều s(x,y,t).
Các thăm dò sâu trên 300 m chỉ dùng sóng dọc P. Có thăm dò nông dùng sóng ngang SH (Shear Horizontal), do lan truyền chậm nên đạt được độ phân giải vị trí ranh giới cao, tuy nhiên nó bị hấp thụ mạnh. Sóng ngang SV (Shear Vertical) không thích hợp cho định vị ranh giới, vì nó làm phát sinh chuyển loại sóng tại ranh giới phản - khúc xạ.
Việc sử dụng phản xạ quá tới hạn (Overcritical) trong khảo sát nông hiện có những ý kiến khác nhau. Trong môi trường có V2>V1 thì các sóng tới ở góc tới hạn i có sin i = V1/V2, cho ra “tia sóng trượt” ở lớp bên dưới và làm phát sinh sóng đầu (Head Wave). Sóng đầu đến GP trước phản xạ quá tới hạn một quãng ngắn, gây giao thoa với phản xạ. Trong thực tế không thể phân biệt được xung là của sóng nào, nhưng nội dung xung và pha của chúng khác với phản xạ chưa tới hạn, nên khi xử lý CDP có thể gây lỗi. Tuy nhiên trong thăm dò than nâu ở châu Âu đã thực hiện quan sát offset lớn để thăm dò tầm sâu 100m mà vẫn thành công.

## Phép phân tích cổ điển
Tập hợp các đường ghi điểm nguồn chung CSP thành băng ghi, dò tìm phản xạ mạnh trước, kết hợp với thông tin địa chất khác để xem đó có phải là phản xạ thật hay không. Sau đó vạch sóng theo các cực trị, rồi hiệu chỉnh về đầu sóng. Đường biểu diễn đầu sóng được gọi là biểu đồ sóng (Travel Time).
Dựa theo công thức của hyperbol thực hiện xấp xỉ biểu đồ sóng để tính ra V và h. Việc xấp xỉ thuận lợi nhất ở vùng lân cận cực tiểu của hyperbol, nên trước đây đo thực địa tiến hành ở cả hai phía của SP. Giá trị V tính được cho các ranh giới sâu gọi là tốc độ trung bình Vmean, đại diện thay thế các lớp phủ bên trên về một lớp.
Ngày nay có thể dùng cách phân tích cổ điển để kiểm tra nhanh tài liệu, ví dụ tại vị trí có hố khoan hoặc kiểm tra kết quả chuyển đổi time-depth của mặt cắt CDP. Biến đổi công thức của hyperbol thành x2 = V2 t2 - 4h2 để xấp xỉ tuyến tính bằng MS Excel. Từ tập hợp trị số của biểu đồ sóng (x,t) tính ra hai cột Yi = [x2] và Xi = [t2]. Khi đó [V2] = Slope{Yi, Xi} và [-4h2] = Intercept{Yi, Xi}. Kết quả tính trực tiếp này tin cậy nếu không bị nhầm vào phản xạ lặp.

## Phương pháp điểm sâu chung

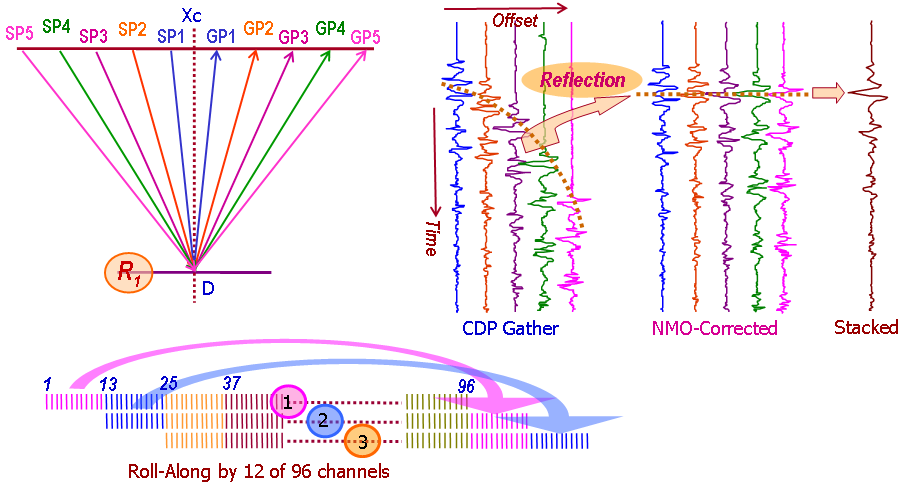
Diễn giải Địa chấn Điểm sâu chung

Từ những năm 1960 các máy ghi địa chấn ghi sóng lên băng từ tính, sau đó là máy ghi số ra đời đã tạo thuận lợi cho chuyển sang ứng dụng kỹ thuật mới để xử lý tín hiệu, và phương pháp ưu việt tồn tại đến ngày nay là Phương pháp điểm sâu chung (Common Depth Point, CDP). Nội dung chính của nó là, để làm nổi rõ ranh giới thật ở độ sâu D tại điểm Xc trên mặt cắt, thì thực hiện theo quy trình:
- Thực hiện n lần phát sóng với các offset khác nhau,
- Xác định cột tốc độ truyền sóng,
- Dùng cột tốc độ thực hiện hiệu chỉnh NMO (Non-Move Out) tính chuyển các đường ghi về vị trí Xc,
- Cộng các đường ghi đó thành đường ghi tổng.

Các xung sóng ứng với ranh giới thật sẽ đồng pha và nổi lên, còn nhiễu ngẫu nhiên và các xung của nhiễu thường trực thì lệch pha và bị triệt/giảm. Mức triệt giảm tùy thuộc vào số n, gọi là bậc cộng, và bước thu d (hoặc offset lớn nhất).
Dạng biểu kiến của CDP là điểm giữa chung (Common Mid Point, CMP), dẫn đến cách tổ chức thi công trên tuyến 2D là kiểu đo cuốn chiếu hay cuốn dọc (Roll-Along). Cuốn chiếu có hình ảnh là hệ thống cố định gồm SP và các GP nằm một phía và đo di chuyển trên tuyến với bước điểm nguồn chẵn d. Ví dụ thu sóng 48 kênh từ offset +2d đến +49d, cuốn với bước điểm nguồn 1d, thì khi dựng hình sẽ có bậc cộng 24. Khi đo trên vùng nước thì đó là hệ thống cáp cố kết, được tàu kéo với tốc độ thích hợp, vừa đi vừa phát sóng. Đo trên bộ thì rải các cáp thu phân đoạn (thường là 12 hoặc 24 kênh) và cuốn từng đoạn cáp.
Ngày nay đĩa cứng lưu trữ thoải mái, nên để tránh nhầm lẫn thì trên thực địa ghi sóng theo số kênh của máy, còn việc chọn ra kênh sử dụng thực hiện khi xử lý tài liệu.
Đo CDP 3D phức tạp hơn, cần bố trí hàng ngàn kênh ghi. Trên biển thì đó là hệ thống các dãy cáp dọc/ngang cố kết và cho tàu kéo. Trên bộ nó được tính toán thiết kế trước, tuy nhiên thực tế ít dùng 3D thật sự, thường có là quản lý 3D các tuyến 2D.

## Các nguồn phát sóng

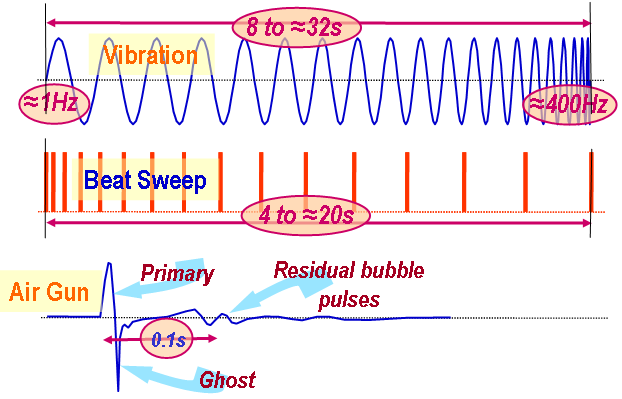
Một số dạng xung nguồn địa chấn (wavelet).

Các nguồn sóng có các đặc trưng chính gồm dạng xung nguồn (wavelet), tần số chính, và tổng năng lượng. Ngoài ra tổng trọng lượng công tác là yếu tố cần tính đến để đảm bảo cơ động khi thu thập số liệu.

### Nguồn nổ

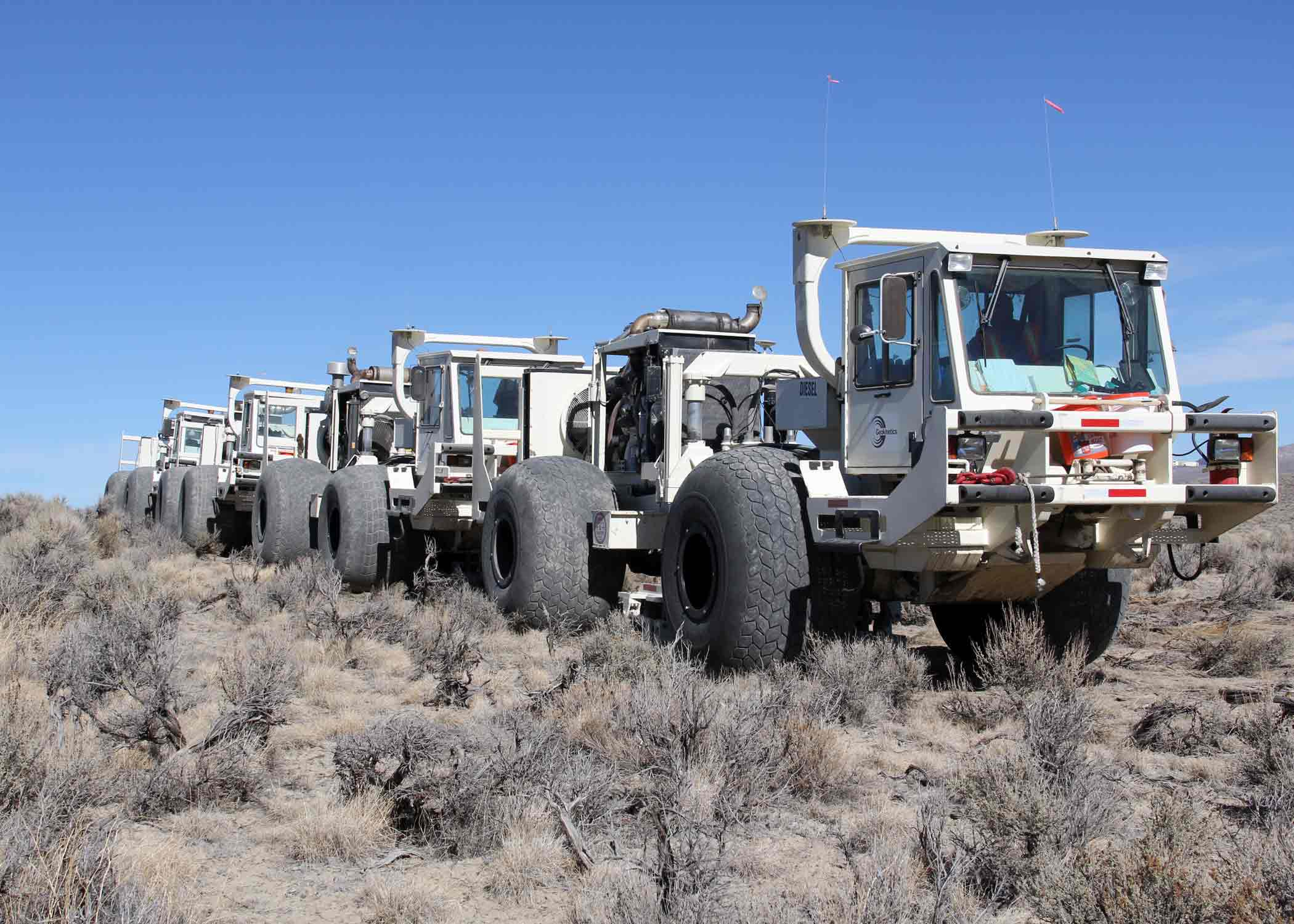
Thumper truck, nguồn vật năng thả rơi đặt trên xe, của hãng [http://www.nobleenergyinc.com/Home-4.html Noble Energy

### Đầu thu sóng địa chấn kiểu điện áp

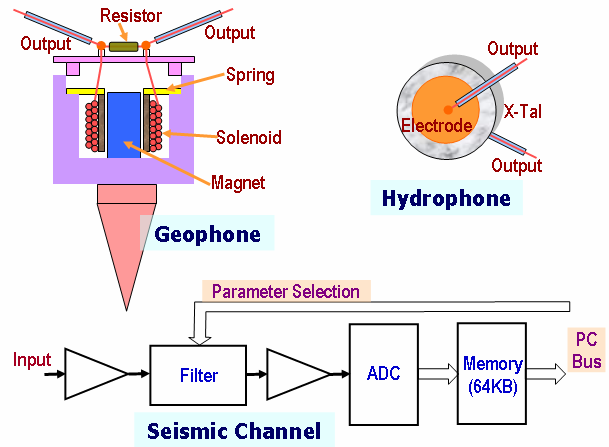
Máy của địa chấn

### Hiệu chỉnh tĩnh

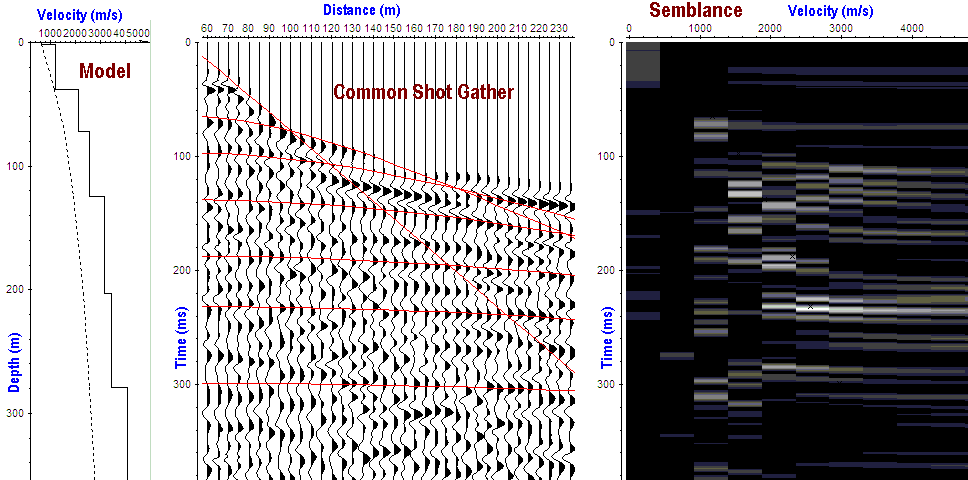
Phân tích tốc độ trong địa chấn nông bằng V-Anal. Interactive Menu